# Nonidi
Die zwölf Monate des republikanischen Kalenders der Französischen Revolution sind jeweils in drei „Dekaden“ zu zehn Tagen eingeteilt. Nonidi ist der neunte Tag einer Dekade. Der 9. 19. und 29. jedes Monats fallen auf einen Nonidi.

## Tagesnamen
Die Tagesnamen des Nonidi waren (wie die meisten anderen Tagesnamen) landwirtschaftliche Nutzpflanzen. Nur im Nivôse wurden die Tage nach Mineralen und tierischen Substanzen benannt.
| Monat       | 1re Décade | 1re Décade            | 2e Décade | 2e Décade                | 3e Décade | 3e Décade                |
| ----------- | ---------- | --------------------- | --------- | ------------------------ | --------- | ------------------------ |
| Vendémiaire | 9.         | Panais (Pastinake)    | 19.       | Tournesol (Sonnenblume)  | 29.       | Orge (Gerste)            |
| Brumaire    | 9.         | Alisier (Elsbeere)    | 19.       | Grenade (Granatapfel)    | 29.       | Cormier (Vogelbeere)     |
| Frimaire    | 9.         | Genièvre (Wacholder)  | 19.       | Sabine (Sadebaum)        | 29.       | Olive (Olive)            |
| Nivôse      | 9.         | Salpêtre (Salpeter)   | 19.       | Marbre (Marmor)          | 29.       | Mercure (Quecksilber)    |
| Pluviôse    | 9.         | Peuplier (Pappel)     | 19.       | Pulmonaire (Lungenkraut) | 29.       | Chélidoine (Schöllkraut) |
| Ventôse     | 9.         | Marceau (Weide)       | 19.       | Cerfeuil (Kerbel)        | 29.       | Frêne (Esche)            |
| Germinal    | 9.         | Aulne (Erle)          | 19.       | Radis (Radieschen)       | 29.       | Myrtil (Heidelbeere)     |
| Floréal     | 9.         | Hyacinthe (Hyazinthe) | 19.       | Arroche (Gartenmelde)    | 29.       | Sénevé (Ackersenf)       |
| Prairial    | 9.         | Serpolet (Quendel)    | 19.       | Tilleul (Linde)          | 29.       | Pivoine (Pfingstrose)    |
| Messidor    | 9.         | Absynthe (Wermut)     | 19.       | Cerise (Kirsche)         | 29.       | Blé (Weizen)             |
| Thermidor   | 9.         | Mûre (Maulbeere)      | 19.       | Genthiane (Enzian)       | 29.       | Coton (Baumwolle)        |
| Fructidor   | 9.         | Réglisse (Lakritze)   | 19.       | Tagette (Studentenblume) | 29.       | Marron (Esskastanie)     |